# Rosa Rojas Castro
Rosa Rojas Castro, född 1919, död 1959, var en colombiansk jurist. 
Hon blev 1943 landets första kvinnliga advokat. 